# Ирье Би Сеи, Элизе
Элизе Ирье Би Сеи (фр. Elysée Irié Bi Séhi; 13 сентября 1989, Абиджан, Кот-д'Ивуар) — ивуарийский футболист, полузащитник клуба «Нарва-Транс».

## Карьера

### Клубная
Родился в Абиджане, где и начал заниматься футболом в квартале Йопогон. До 2009 года выступал за ивуарийский клуб «ЕС Бинжервиль». В 2010 году выступал за саранскую «Мордовию». С 2012 года играет за эстонский клуб «Нарва-Транс». В 2015 году параллельно играл и за йыхвиский футбольный клуб «Локомотив», дебют за команду состоялся 20 сентября и в игре против клуба «Пираая» Ирэ отличился голом.

### Сборная
В 2009 году принял участие в матче Чемпионата африканских наций против сборной Сенегала.

## Достижения
- Обладатель Кубка Эстонии (2): 2018/19, 2022/23.
- Финалист Кубка Эстонии (2): 2011/12, 2019/20.
- Финалист Суперкубка Эстонии (2): 2012, 2020

## Семья
В ноябре 2016 года женился на Анне, с которой познакомился в Нарве.